# Dorothy Cayley
Dorothy Mary Cayley, född 1874 på Ceylon (nuvarande Sri Lanka), död 5 december 1954, var en brittisk mykolog. 
Hon upptäckte 1927 att tulpanernas färgsplittring berodde på ett virus.